# Logic ba trạng thái
Logic ba trạng thái (tiếng Anh: three-state logic hay tri-state logic) trong điện tử học là mạch logic có ngõ ra có bố trí trạng thái thứ ba là trạng thái trở kháng cao cộng với mức logic 0 và 1, nhằm có thể ngăn chặn ngõ ra này tác động (tức là điều khiển sự truyền đưa các mức logic ra của mạch) lên đường truyền tín hiệu.

Một bộ đệm tri-state có thể được xem như một công tắc. Nếu B bật, công tắc là đóng và truyền đưa logic từ A. Nếu B tắt, công tắc là cắt.

| INPUT | INPUT | OUTPUT             |
| A     | B     | C                  |
| 0     | 1     | 0                  |
| 1     | 1     | 1                  |
| X     | 0     | Z (high impedance) |

## Hoạt động
Logic ba trạng thái (tiếng Anh: three-state logic hay tri-state logic) trong điện tử học là mạch logic có ngõ ra có bố trí trạng thái thứ ba là trạng thái trở kháng cao cộng với mức logic 0 và 1, nhằm có thể ngăn chặn ngõ ra này tác động (tức là điều khiển sự truyền đưa các mức logic ra của mạch) lên đường truyền tín hiệu.